# Le Droit à la vie (nouvelle)
Pour l’article homonyme, voir Le Droit à la vie.
Le Droit à la vie (titre original Whose Business is to Live) est une nouvelle de Jack London publiée aux États-Unis en 1922.

## Éditions

### Éditions en anglais
- Whose Business is to Live, dans le recueil Dutch Courage and Other Stories, New York ,McClure, Phillips & Co., 1922

### Traductions en français
- Le Droit à la vie, traduction de Louis Postif, in Le Mexique puni, recueil, 10/18, 1984.

## Sources
- http://www.jack-london.fr/bibliographie